# Cappella Gondi

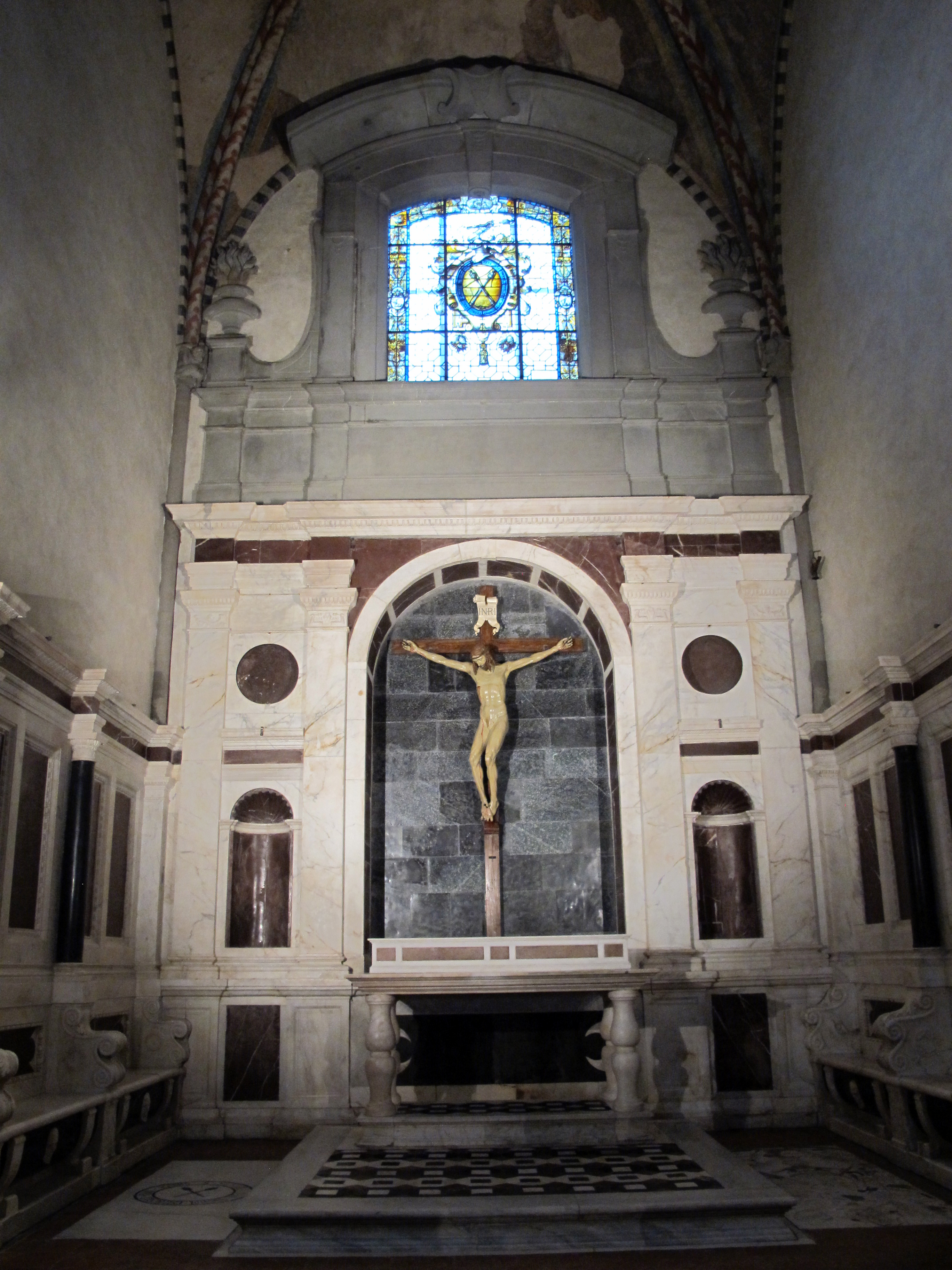
Cappella Gondi

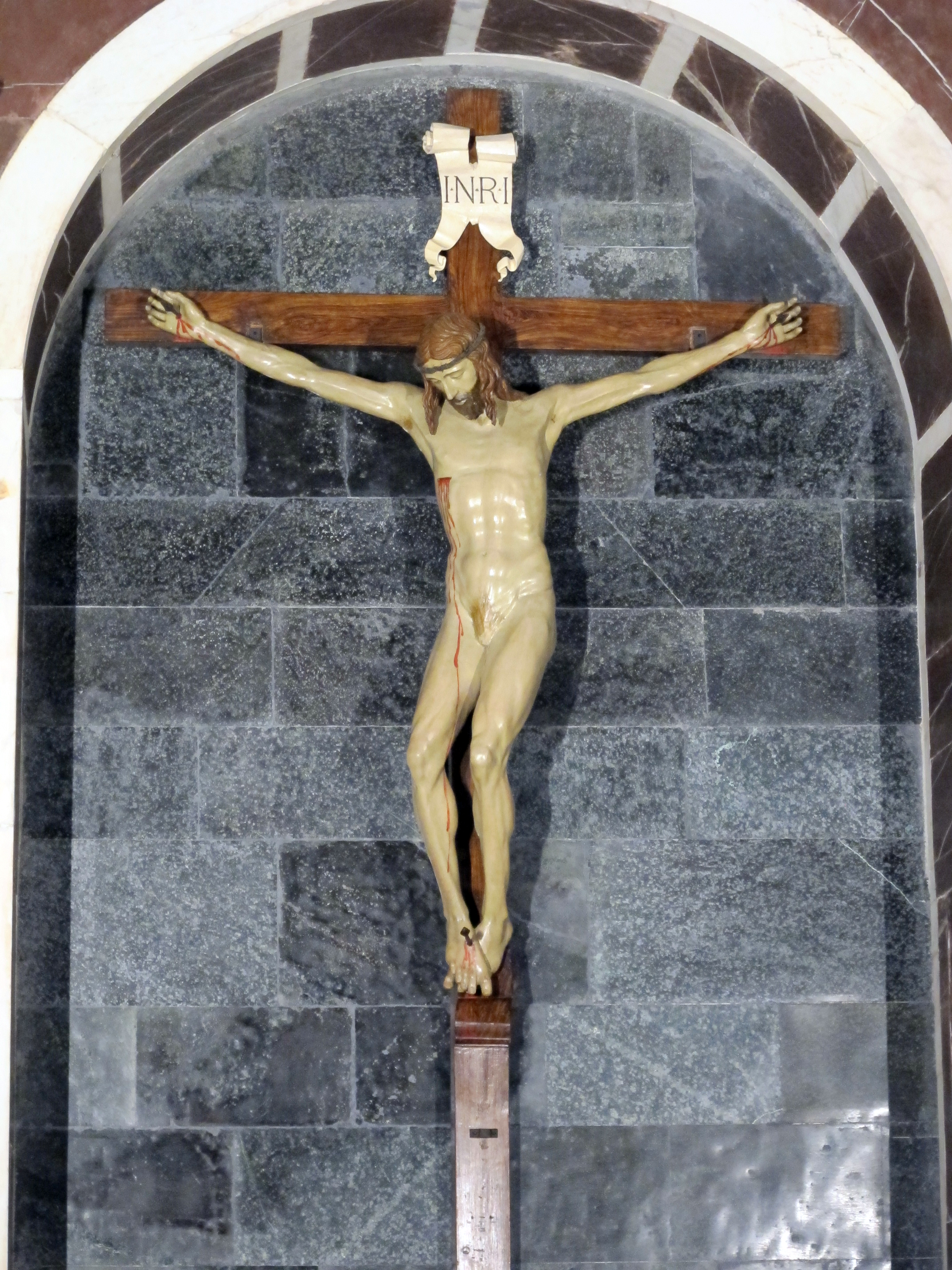
Crocifisso di Brunelleschi

La cappella Gondi è la prima cappella a sinistra nella basilica di Santa Maria Novella a Firenze. La cappella è famosa per ospitare il Crocifisso di Filippo Brunelleschi, una delle rarissime opere scultoree dell'architetto della cupola di Santa Maria del Fiore, l'unica in legno policromo. 

## Storia e descrizione
In questa cappella si celebrò, nel giorno di San Luca del 1279, la cerimonia della "Posa della prima pietra" dell'intera basilica di Santa Maria Novella da parte del cardinale domenicano Latino Malabranca Orsini, giunto a Firenze per mediare le dispute tra Guelfi e Ghibellini. Da quel giorno la cappella è intitolata proprio a san Luca. Resti di quel periodo sono i guastissimi affreschi della volta, raffiguranti i quattro evangelisti e risalenti agli anni '70 del secolo. Autori furono quei maestri bizantini di maniera greca dei quali parla Giorgio Vasari, anteriori alle rivoluzioni di Cimabue e Giotto.
Nel 1503 tre fratelli della famiglia Gondi, diventati proprietari del patronato della cappella, commissionarono a Giuliano da Sangallo il rifacimento architettonico della cappella. Il rivestimento è in marmo bianco, nero e porfido rosso, con decorazioni geometriche scolpite e teschi ad altorilievo. Il progetto fu realizzato però solo per la parete di fondo. 
Nel 1572 i frati domenicani, infastiditi della decorazione solo parziale della cappella, cedettero il celebre Crocifisso ligneo di Filippo Brunelleschi alla famiglia Gondi come incentivo a completare la decorazione della cappella. Furono allora rivestite, tra la fine del XVI secolo e l'inizio del successivo su un precedente progetto di Benedetto da Rovezzano, le due pareti laterali. Queste sono stilisticamente diverse rispetto alla parete di fondo di Giuliano da Sangallo, ma non tradiscono l'unità compositiva e l'uniformità di colore del tutto.
Per quanto riguarda il Crocifisso ligneo di Filippo Brunelleschi, si tratta dell'unica opera lignea del grande scultore ed architetto fiorentino e risale al 1410-1415. Sembra che il crocifisso non fu realizzato per la cappella. Giorgio Vasari si sofferma su un aneddoto secondo il quale il crocifisso fu fatto in risposta al Crocifisso di Donatello che si trova oggi nella basilica di Santa Croce a Firenze, definito dal Brunelleschi troppo contadino per l'esasperato naturalismo. Non sappiamo se questo aneddoto del Vasari sia attendibile o meno, ma certamente il Brunelleschi non realizzò il suo crocifisso su precisa commissione. Il Crocifisso restò nella sua casa o bottega fino ad un anno prima della sua morte, quando decise di donarlo ai frati domenicani di Santa Maria Novella. Questi lo posero sul pilastro tra la cappella di Filippo Strozzi e la cappella Bardi (dove ancora oggi sono visibili i chiodi per la sua affissione), per poi passare nel 1572 nella cappella Gondi, come detto sopra.
Gli angeli nelle nicchie laterali, in pietra dipinta, sono invece più recenti. Anche la vetrata è recente e risale al XIX secolo.